# Делийский султанат
Делийский султанат (перс.  سلطنت دهلی‎‎, хинди दिल्ली सल्तनत, бенг. দিল্লীর সুলতান) — первая крупная мусульманская империя на территории современной Индии, существовавшая в северной части страны в 1206—1526 годах. В этот период впервые столицей государства стал Дели. Также впервые в истории миллионы индусов оказались под властью мусульманских императоров. Официальным языком Делийского султаната был персидский. Гуриды положили начало Делийскому султанату в Индии.
Во время и в Делийском султанате произошло смешение индийской и исламской цивилизаций и дальнейшая интеграция северной части Индийского субконтинента с растущей мировой системой и более широкими международными сетями, охватывающими значительную часть Афро-Евразии, что оказало значительное влияние на индийскую культуру и общество, как и на весь остальной мир. Время их правления включало в себя самые ранние формы индо-исламской архитектуры, более широкое использование механических технологий, увеличение темпов роста населения и экономики Индии, и появление языка хинди-урду. Делийский султанат также отвечал за отражение потенциально разрушительных вторжений монгольских захватчиков в Индию в XIII и XIV веках. Делийский султанат также был ответственен за широкомасштабное разрушение и осквернение храмов на Индийском субконтиненте. В 1526 году султанат был завоёван и унаследован Империей Великих Моголов.

## История
Исламский полководец Айбек, овладевший Индией после побед при Тараори (1192) и Чанадаваре (1194), стал основателем Делийского султаната.
Пять династий правили султанатом: Мамлюкская (1206—1290), Хильджи (1290—1320), Туглукиды (1320—1414), Сайиды (1414—1451), и Лоди (1451—1526).
Первые императоры культурно и политически тяготели к ираноязычному миру, однако третий правитель Илтутмыш закрепил за собой стратегические пункты Североиндийской равнины и окончательно обосновался в Дели. После 30 лет междоусобиц, последовавших за его смертью в 1236 году, на престол взошёл Гийас уд-Дин Балбан, которому пришлось оборонять Делийскую Империю от воинственных раджпутов и нашествия монголов.

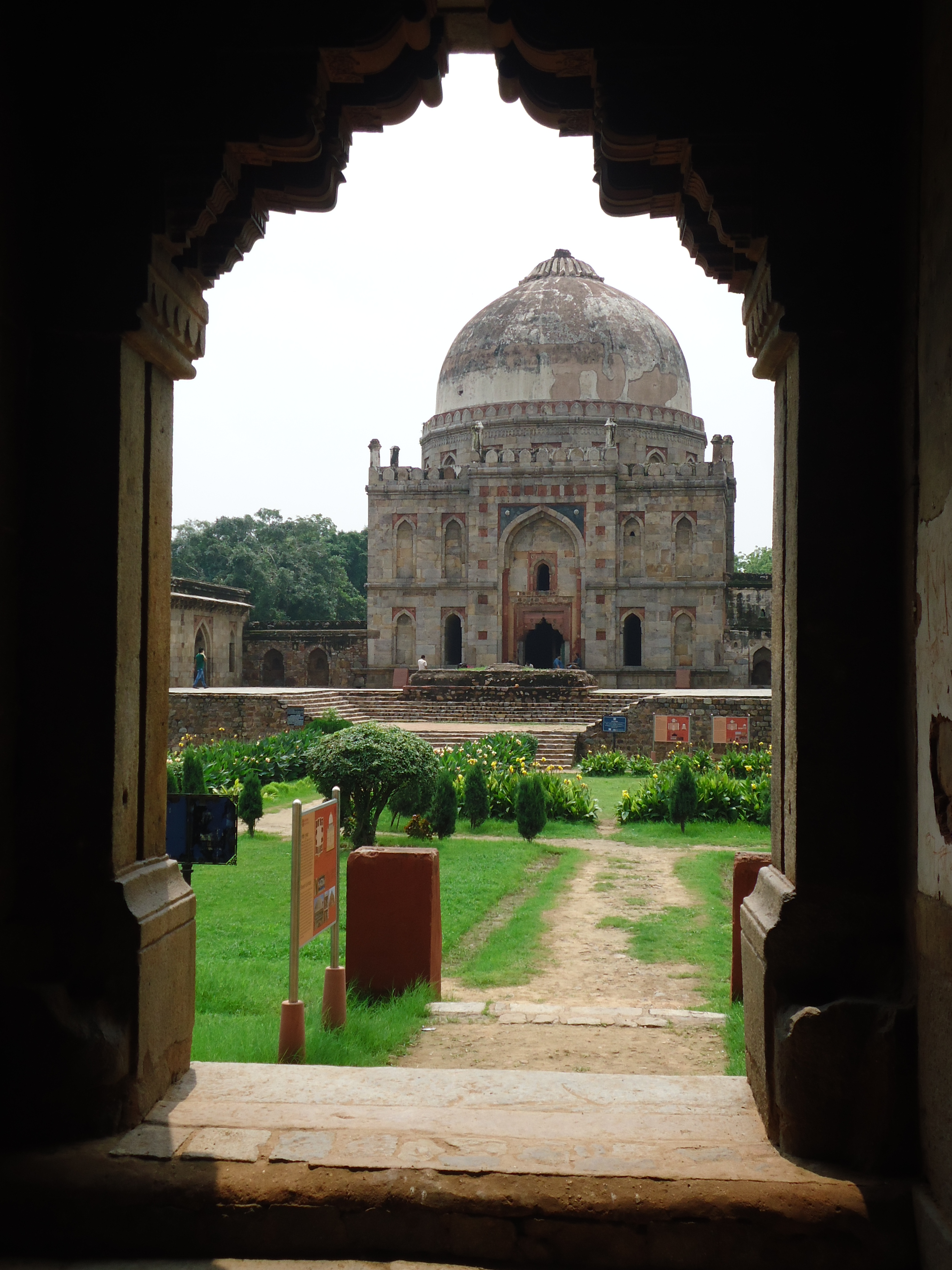
Гробница Сикандара Лоди в садах Лоди, Дели

Ала уд-Дин начал свою военную карьеру в качестве губернатора провинции Кара, откуда он возглавил два набега на Малву (1292) и Девагири (1294) для добычи. Его военные кампании вернулись в эти земли, а также в другие южноиндийские королевства после того, как он принял власть. Он завоевал Гуджарат, Рантамбор, Читтор и Малву. Однако череда этих побед была прервана из-за нашествия и вторжения монголов и грабежей с северо-запада. Монголы отступили после грабежа и прекратили набеги на северо-западные районы Делийского султаната.
После ухода монголов Ала уд-Дин Хальджи продолжал расширять Делийский султанат в Южную Индию с помощью таких полководцев, как Малик Кафур и Хусро-хан. Они собрали много военной добычи (анватан) от тех, кого они победили. Его командиры собирали военные трофеи и платили ганиму (арабский: الننيمَة, налог на военные трофеи), что способствовало укреплению правления Хальджи. Среди трофеев была добыча из Варангала, в том числе знаменитый алмаз Кох-и-Нур.
Ала уд-Дин Хальджи изменил налоговую политику, повысив сельскохозяйственные налоги с 20 % до 50 % (подлежащие уплате в виде зерна и сельскохозяйственной продукции), отменил платежи и комиссии по налогам, собираемым местными вождями, запретил социализацию среди своих чиновников, а также межбрачные браки между знатными семьями, чтобы предотвратить любую оппозицию против него, и урезал зарплаты чиновникам, поэтам и учёным. Эта налоговая политика и контроль за расходами укрепили его казну, чтобы платить за содержание его растущей армии; он также ввёл контроль цен на все сельскохозяйственные продукты и товары в королевстве, а также контроль над тем, где, как и кем эти товары могут быть проданы. Были созданы рынки под названием «Шахана-и-Манди». Мусульманским купцам были предоставлены исключительные разрешения и монополия на рынках «Манди» покупать и перепродавать по официальным ценам. Никто, кроме этих торговцев, не мог покупать у фермеров или продавать в городах. Те, кого уличали в нарушении этих правил «Манди», подвергались суровому наказанию, часто путём нанесения увечий. Налоги, собранные в виде зерна, хранились в амбарах королевства. Во время последовавшего за этим голода эти зернохранилища обеспечивали армию достаточным количеством продовольствия.
После смерти Ала уд-Дина в 1316 году его генерал Малик Кафур, который родился в индуистской семье в Индии и принял ислам, попытался взять власть. Ему не хватало поддержки персидской и тюркской знати, и он был впоследствии убит. Последним правителем Хальджи был 18-летний сын Ала уд-Дина Мубарак Шах Хальджи, который правил в течение четырёх лет, прежде чем был убит Хусро-ханом, другим генералом Ала уд-Дина. Правление Хусро-хана длилось всего несколько месяцев, когда Гази Малик, впоследствии названный Гийас ад-дин Туглак-шахом, убил его и принял власть в 1320 году, положив конец династии Хальджи и основав династию Туглаков.

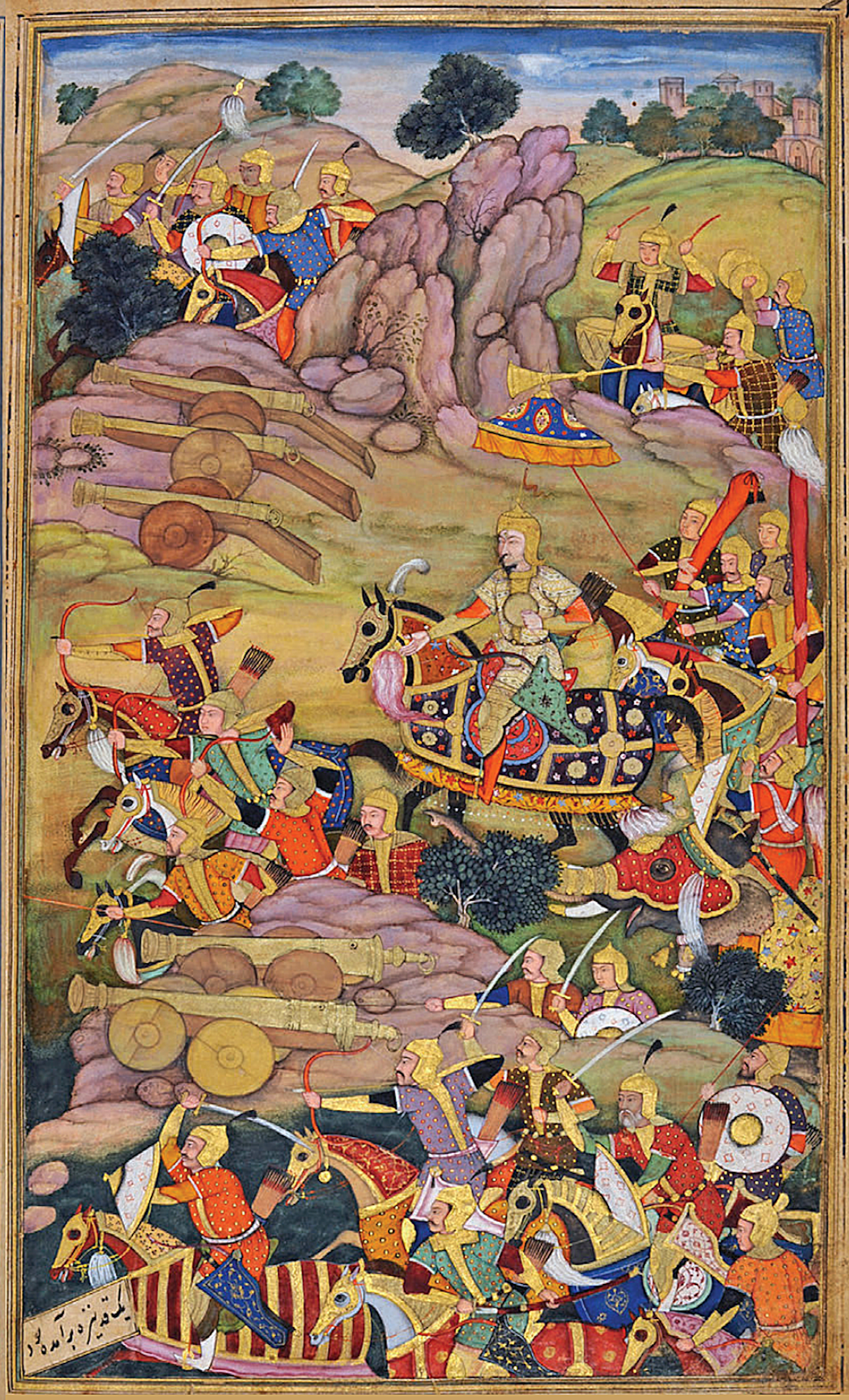
Битва при Панипате (1526)

На исходе XIII века Делийский султанат достиг вершины своего могущества. Султан Ала уд-Дин Хальджи покорил Гуджарат (ок. 1297) и Раджастхан (1301—1312) и отстоял свои владения от нашествия монголов династии чагатаев из Мавераннахра. Начатое им и его наследниками продвижение на юг создало предпосылки для распада государства. При султане Мухаммад-шахе ибн Туглаке, который перенёс столицу из Дели на Декан, армия мусульман зашла на юг дальше, чем когда бы то ни было, — вплоть до Мадурая, где ими был основан Мадурайский султанат.
Мухаммад ибн Туглак попытался решить проблему управления разнородными областями путём строительства второй столицы государства на юге, в Даулатабаде. Это предприятие провалилось, и уже в 1347 году деканская аристократия перестала признавать власть делийского монарха. Из отпавших от Дели земель образовался Бахманийский султанат. Последним ударом по государству Туглакидов стало разорение Дели Тамерланом в 1398—1399 годах. После этого султанат превратился в сугубо региональную политическую силу.
Мухаммад бен Туглака сменил Фируз-шах Туглак (1351—1388), который в 1359 году пытался вернуть себе старые границы королевства, ведя войну с Бенгалией в течение 11 месяцев. Однако Бенгалия не пала. Фируз-шах правил 37 лет. Его правление попыталось стабилизировать продовольственное снабжение и уменьшить голод, запустив ирригационный канал от реки Ямуна. Образованный султан, Фируз-шах оставил мемуары. В них он писал, что запрещает практику пыток, таких как ампутации, вырывание глаз, распиливание людей заживо, раздавливание костей в качестве наказания, заливание расплавленного свинца в горло, поджигание людей, вбивание гвоздей в руки и ноги и т. д. Он также писал, что не терпит попыток шиитских направлений Рафадитов и Махди обратить людей в свою веру, а также не терпит индусов, которые пытаются восстановить храмы, разрушенные его армиями. В наказание за прозелитизм Фируз-шах посадил многих шиитов, Махди и индусов пожизненно. Фируз-шах Туглак также перечисляет свои достижения, чтобы включить обращение индусов в суннитский ислам, объявив освобождение от налогов и джизьи для тех, кто обращается, и щедро одаривая новообращённых подарками и почестями. Одновременно он поднял налоги и джизью, оценив её на трёх уровнях и прекратив практику своих предшественников, которые исторически освободили всех индуистских брахманов от джизьи. Он также значительно увеличил число рабов, находящихся у него на службе, и рабов мусульманской знати, которые были обращены в ислам, обучены читать и запоминать Коран и работали во многих должностях, особенно в армии, из которых он смог собрать большую армию. Эти рабы были известны как Гуламан-и-Фируз Шахи, сформировали элитную гвардию, которая позже стала влиятельной в государстве. Правление Фируз-шаха Туглака ознаменовалось сокращением числа крайних форм пыток, устранением привилегий для избранных слоёв общества, а также ростом нетерпимости и преследованием целевых групп, что привело к обращению значительной части населения в ислам. 

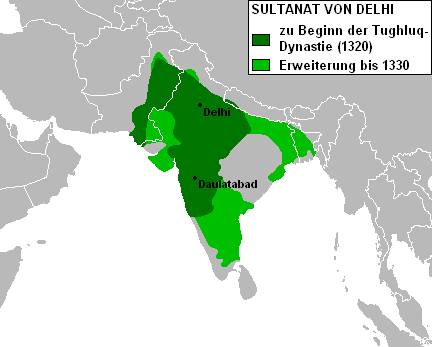
Делийский султанат с 1321—1330 гг. при династии Туглаков. После 1330 года различные регионы восстали против султаната, и государство сократилось

Смерть Фируз-шаха Туглака привела к анархии и распаду государства. Последние правители этой династии называли себя султанами с 1394 по 1397 год: Насир уд-Дин Махмуд-шах Туглак, внук Фируз-шаха Туглака, правившего из Дели, и Насир уд-Дин Нусрат-шах Туглак, ещё один родственник Фируз-шаха, правивший из Фирозабада, который находился в нескольких милях от Дели. Битва между двумя родственниками продолжалась вплоть до нашествия Тимура в 1398 году. Он узнал о слабости и ссорах правителей Делийского султаната, поэтому он отправился со своей армией в Дели, грабя и убивая всю дорогу. Оценки резни Тимура в Дели колеблются от 100 000 до 200 000 человек. Тимур не собирался оставаться в Индии или править ею. Он разграбил земли, которые пересёк, затем разграбил и сжёг Дели. В течение пяти дней Тимур и его армия устроили настоящую бойню. Затем он собрал и перевёз богатства, захватил женщин и рабов (особенно искусных ремесленников) и вернулся в Самарканд. Люди и земли в пределах Делийского султаната были оставлены в состоянии анархии, хаоса и чумы.
Последний подъём султаната наблюдался после прихода в 1451 году к власти в Дели афганской династии Лоди. В эти годы в Северную Индию хлынули волны переселенцев с северо-запада. В 1526 году султанат пал под ударом очередного пришельца с северо-запада — Бабура, основавшего империю Великих Моголов. После его смерти Шер-шах Сури на короткое время восстановил султанат со столицей в Дели и предпринял попытку его реформирования, однако наследники Шер-шаха ничего не смогли противопоставить натиску Великих Моголов.
В XIV веке султанат поддерживал торговые контакты с Восточной Европой. На территории России и Украины известны находки нескольких десятков золотых и нескольких медных монет, чеканенных в Дели (в основном находки в Крыму, Поволжье и на Северном Кавказе).

## Экономика
До и во время Делийского султаната исламская цивилизация Средних веков имела обширные международные сети, включая социальные и экономические сети, охватывающие значительную часть Афроевразии, что привело к эскалации циркуляции товаров, народов, технологий и идей. В то время как первоначально разрушительный из-за передачи власти от коренных индийских элит к мусульманским элитам, Делийский султанат был ответственен за интеграцию Индийского субконтинента в растущую мировую систему, вовлекая Индию в более широкую международную сеть.

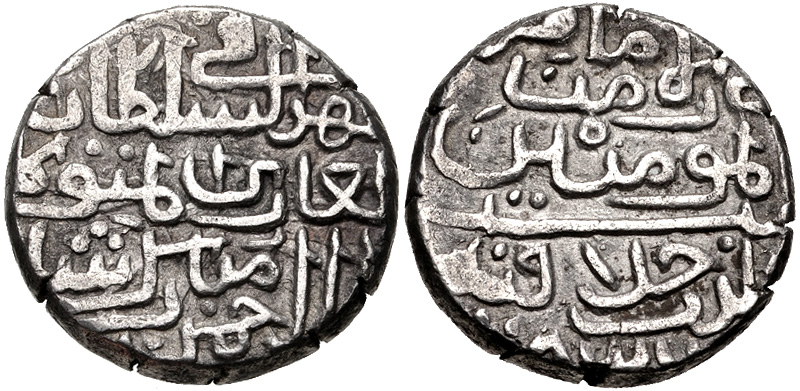
Монеты Мубарак-шаха II

Период Делийского султаната совпал с более широким использованием механических технологий на Индийском субконтиненте. В то время как Индия ранее уже имела сложное сельское хозяйство, продовольственные культуры, текстиль, медицину, минералы и металлы, она не была такой сложной, как Исламский мир или Китай с точки зрения механической технологии. До XIII века не было никаких свидетельств того, что в Индии были водоподъёмные колёса с зубчатыми колёсами или другие машины с зубчатыми колесами, шкивами, кулачками или кривошипами. Эти механические технологии были введены из исламского мира в Индию с XIII века и далее. Делийский султанат был в значительной степени ответственен за распространение бумажного производства из исламского мира на Индийский субконтинент. До Делийского султаната производство бумаги на Индийском субконтиненте было в основном ограничено северо-западными регионами, которые находились либо под мусульманским владычеством (Синд и Пенджаб), либо с мусульманскими торговцами (Гуджарат). Бумажное производство в конечном счёте получило широкое распространение в Северной Индии после создания Делийского султаната в XIII веке, и в конечном итоге распространилось на юг Индии между XV и XVI веками. Ранние упоминания о прядении хлопка в Индии расплывчаты и не дают чёткого определения колеса, но, скорее всего, относятся к ручному прядению. Самая ранняя недвусмысленная ссылка на прялку в Индии датируется 1350 годом, предполагая, что прялка, вероятно, была завезена из Ирана в Индию.
Хлопкоочистительная машина с червячной передачей была изобретена на Индийском субконтиненте в эпоху раннего Делийского султаната и до сих пор используется в Индии. Ещё одно новшество — применение кривошипного механизма в хлопкоочистительной машине — впервые появилось на Индийском субконтиненте в период позднего Делийского султаната или ранней Империи Великих Моголов. Производство хлопка, который, возможно, в основном прялся в деревнях, а затем доставлялся в города в виде пряжи, чтобы быть вплетённым в ткань текстильных изделий, был продвинут распространением прядильного колеса по всей Индии в эпоху Делийского султаната, снижая стоимость пряжи и помогая увеличить спрос на хлопок. Распространение прядильного колеса и включение червячной передачи и рукоятки кривошипа в роликовый хлопкоочиститель привели к значительному расширению индийского хлопкового текстильного производства.

## Культура

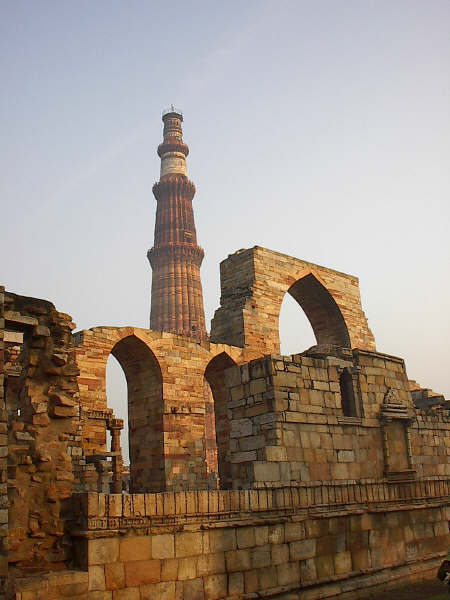
Кутб-Минар и прилегающие памятники эпохи султаната.

В то время как на Индийский субконтинент с древних времён вторгались захватчики из Центральной Азии, мусульманские завоеватели отличались тем, что в отличие от предыдущих завоевателей, которые ассимилировались в господствующую социальную систему, успешные мусульманские завоеватели сохранили свою исламскую идентичность и создали новые правовые и административные системы, которые бросали вызов и обычно во многих случаях заменяли существующие системы социального поведения и этики, даже влияя на немусульманских соперников и общие массы в значительной степени, хотя немусульманское население было предоставлено своим собственным законам и обычаям{{sfn|Metcalf B., Metcalf T.|2006|p=6. Они также ввели новые культурные коды, которые в некоторых отношениях сильно отличались от существующих культурных кодов. Это привело к возникновению новой индийской культуры, которая была смешанной по своей природе, отличной от древней индийской культуры. Подавляющее большинство мусульман в Индии были выходцами из Индии, принявшими ислам. Этот фактор также сыграл важную роль в синтезе культур.

## Мамлюкские династии (Му’иззи)

### Династия Гулямов
- 1206—1210 гг. Кутб ад-дин Айбак (в 1192—1206 малик Лахора)
- 1210—1211 гг. Арам-шах

### Династия Шамсийа
- 1211—1236 гг. Илтутмиш
- 1236—1236 гг. Фируз-шах I
- 1236—1240 гг. Разийа-Бегум
- 1240—1242 гг. Муизз ад-дин Бахрам-шах
- 1242—1246 гг. Ала ад-дин Масуд-шах
- 1246—1266 гг. Насир ад-дин Махмуд-шах I (в 1227—1229 малик Бенгалии)

### Династия Балбана
- 1266—1287 гг. Гийас ад-дин Балбан (в 1259—1260 малик Бенгалии)
- 1287—1289 гг. Муизз ад-дин Кай-Кубад
- 1289—1290 гг. Шамс ад-дин Кайумарс

## Династия Халджи
- 1292—1296 гг. Джалал ад-Дин Фируз
- 1296—1296 гг. Рукн ад-дин Ибрахим-шах I
- 1296—1316 гг. Ала ад-дин Мухаммад-шах I
- 1316—1316 гг. Шихаб ад-дин Умар-шах
- 1316—1320 гг. Кутб ад-Дин Мубарак-хан
- 1320—1320 гг. Хусроу-шах (узурпатор)

## Династия Туглакидов
- 1320—1325 гг. Гийас ад-дин Туглак-шах I
- 1325—1351 гг. Гийас ад-дин Мухаммад-шах II
- 1351—1351 гг. Гийас ад-дин Махмуд-шах II (правил менее месяца)
- 1351—1388 гг. Фируз-шах III
- 1388—1389 гг. Гийас ад-дин Туглак-шах II
- 1389—1390 гг. Абу Бакр-шах
- 1390—1393 гг. Насир ад-дин Мухаммад-шах III
- 1393—1393 гг. Ала ад-дин Сикандар-шах I
- 1393—1395 гг. Насир ад-дин Махмуд-шах III (II)
- 1395—1399 гг. Нусрат-шах
- 1399—1413 гг. Насир ад-дин Махмуд-шах III (II) (повторно)

## Династия Лоди
- 1413—1414 гг. Даулат-хан

## Династия Сайидов (Сеидов)
- 1414—1421 гг. Сайид Хизр-хан
- 1421—1434 гг. Муизз ад-дин Мубарак-шах II
- 1434—1445 гг. Мухаммад-шах IV
- 1445—1451 гг. Ала ад-дин Алам-шах (ум.1478)

## Династия Лоди
- 1451—1489 гг. Бахлул-хан
- 1489—1517 гг. Сикандар-шах II
- 1517—1526 гг. Ибрахим-шах II

## Династия Суридов
- 1539—1545 гг. Шер-шах
- 1545—1554 гг. Ислам-шах
- 1554—1554 гг. Фируз-шах IV (правил один месяц)
- 1554—1555 гг. Адил-шах
- 1555—1555 гг. Ибрахим-шах III
- 1555—1555 гг. Сикандар-шах III